# Else Jacobsen
Else Jacobsen (Ordrup, 31 maggio 1911 – Copenaghen, 3 aprile 1965) è stata una nuotatrice danese.
Specializzata nella rana ha vinto la medaglia di bronzo nei 200 m alle olimpiadi di Los Angeles 1932.
È stata primatista mondiale dei 100 m e 200 m rana.

## Palmarès
- Olimpiadi

Los Angeles 1932: bronzo nei 200 m rana.